# Ожгіхіно
Ожгі́хіно (рос. Ожгихино) — присілок в Сарапульському районі Удмуртії, Росія.
Урбаноніми:
- вулиці — Дорожня, Західна, Східна

## Населення
Населення становить 15 осіб (2010, 2 у 2002).
Національний склад (2002):
- росіяни — 100 %